# 磯田道史
磯田 道史（いそだ みちふみ、 1970年〈昭和45年〉12月24日 - ）は、日本の歴史学者。国際日本文化研究センター教授。博士（史学）。岡山県岡山市出身。

## 人物
磯田の実家は備前岡山藩の支藩である備中鴨方藩重臣の家系で、家には古文書などが残されていた。名前の「道」の字は、代々受け継がれている通字であった。5代前の先祖に鴨方藩主の池田信濃守(政詮、池田章政）の教育主任だった磯田由道がおり、由道の甥に高山紀齋がいる。磯田の父は農芸化学が専門の公務員で、母は高等学校教員（英語）であった。
高校在学中『近世古文書解読辞典』を使って実家や岡山県立図書館の古文書の解読を行う。水本邦彦が教員にいたことや、京都には古文書や史跡が多そうだったことから京都府立大学文学部史学科に進学した。
しかし、当時、京都府立大学文学部に大学院がなかったことから、大学の講義を受講しながら、受験勉強する。翌年、慶應義塾大学に進学。その後、慶應義塾大学文学部史学科日本史学専攻を卒業し、2002（平成14年）同大学院文学研究科博士課程修了、「近世大名家臣団の社会構造」で博士となった（史学）。指導教授は田代和生であるが、入学時から速水融の指導も受けていた。
2018年（平成30年）3月16日には、「明治150年」を記念して天皇明仁・皇后美智子（いずれも当時）へ進講している。
2021年度にも大規模改修に着手する岡山城（同市北区丸の内）では、フロアごとにテーマを設けて歴代城主や城下町の変遷を紹介する展示場の整備が行われる予定で、岡山市から監修を依頼されている。
NHK番組ブラタモリ#149「岡山」（2019年11月30日放映）に、岡山出身の案内人として出演した際には、子供の頃から歴史的なものに興味があったことを告白している。番組内での本人のコメントによると「小学生の時、夏休みの自由研究で、とある街道沿いにある石仏の拓本を取って回って発表した所、それを機に、同級生の女の子に”オジン”というあだ名で呼ばれるようになった事が今でもトラウマになっている」とのこと。タモリは「ずいぶん渋い小学生がいたもんですね」と笑っていた。尚、オジン（おじん）は、地域によって若干のニュアンスの違いがあるが、特に関西地方では「おじいさん」という意味合いが強く、また、少々軽蔑を込めた言い方であるとされる。

## 速水学派
歴史家の磯田道史は、歴史学者の速水融の直接の指導を受けた「速水学派」の最も若い世代に属する。磯田道史は、速水融がいた慶應義塾大学経済学部ではなく、慶應義塾大学文学部に進学したが、磯田道史は著書の中で速水融の研究手法について「数字を出せるということは、時間や空間が異なる社会との比較も可能になります。その圧倒的な革新性は、高校生の私にも分かりました」（「歴史人口学は『命』の学問―わが師・速水融のことども」、磯田道史『感染症の日本史』文春新書、239―241）と評している。

## 役職
- 2004年（平成16年） - 茨城大学人文学部助教授
- 2007年（平成19年） - 同学部准教授
- 2008年（平成20年） - 2011年（平成23年）国際日本文化研究センター客員准教授
- 2007年（平成19年） - 2009年（平成21年）読売新聞読書委員、永青文庫評議員
- 2012年（平成24年） - 東京歯科大学客員准教授、静岡文化芸術大学文化政策学部准教授
- 2014年（平成26年） - 2016年（平成28年） 同学部教授
- 2016年（平成28年） - 国際日本文化研究センター准教授
- 2021年（令和 3年） - 同教授

## 受賞歴
- 2003年（平成15年）、第2回新潮ドキュメント賞 - 『武士の家計簿 「加賀藩御算用者」の幕末維新』により
- 2010年（平成22年）、第15回NHK関東甲信越地域放送文化賞 - 「専門分野である歴史を視聴者にわかりやすく解説し、放送文化の向上と地域活性化に貢献した」ことにより[21]
- 2015年（平成27年）、第63回日本エッセイスト・クラブ賞 - 『天災から日本史を読みなおす』により
- 2018年（平成30年）、第39回日本雑学大賞
- 2018年（平成30年）、第10回伊丹十三賞 - 「古文書を入り口に、本、新聞、テレビなどさまざまな媒体を通して、日本人の営みと歴史を問い直す情熱、知力、伝達力に」より
- 2025年（令和7年）、第18回ベスト・ファーザー賞 in 関西 学術部門[22]

## 著作

### 単著
- 『武士の家計簿 「加賀藩御算用者」の幕末維新』（新潮新書、2003年）

2010年には森田芳光監督で『武士の家計簿』のタイトルで映画化。
- 『近世大名家臣団の社会構造』（東京大学出版会、2003年）
- 『殿様の通信簿』（朝日新聞社、2006年、のち新潮文庫）
- 『江戸の備忘録』（朝日新聞出版、2008年、のち文春文庫）
- 『龍馬史』（文藝春秋、2010年、のち文春文庫）解説：長宗我部友親
- 『日本人の叡智』（新潮新書、2011年、朝日新聞土曜版連載「この人その言葉」を新書化）
- 『さかのぼり日本史 6 江戸 "天下泰平"の礎』（NHK出版、2012年）
- 『歴史の愉しみ方-忍者・合戦・幕末史に学ぶ』（中公新書、2012年）
- 『無私の日本人』（文藝春秋、2012年、のち文春文庫）解説：藤原正彦
  - 「穀田屋十三郎」「中根東里」「大田垣蓮月」の3話から成る。
  - 1編目の「穀田屋十三郎」が『殿、利息でござる!』のタイトルで映画作品化[23]。2016年5月に公開[24][25]。
- 『歴史の読み解き方 江戸期日本の危機管理に学ぶ』（朝日新書、2013年）
- 『天災から日本史を読みなおす』（中公新書、2015年）
- 『「司馬遼太郎」で学ぶ日本史』（NHK出版、2017年）
- 『日本史の内幕  戦国女性の素顔から幕末・近代の謎まで』（中公新書、2017年）
- 『素顔の西郷隆盛』（新潮新書、2018年）
- 『日本史の探偵手帳』（文春文庫、2019年）
- 『歴史とは靴である　１７歳の特別教室』（講談社、2020年 のち講談社文庫）
- 『感染症の日本史』（文春新書、2020年）
- 『日本史を暴く-戦国の怪物から幕末の闇まで』（中公新書、2022年）
- 『徳川家康 弱者の戦略』（文春新書、2023年）

### 共著
- 『外国人が見た近世日本』竹内誠、大石学、山本博文らとの共著（角川学芸出版、2009年）[26]
- 『明治維新で変わらなかった日本の核心 この国の思考を「通史的秘密」を解く』猪瀬直樹との共著（PHP新書、2017年）
- 『影の日本史にせまる:西行から芭蕉へ』嵐山光三郎との共著（平凡社、2018年 のち平凡社新書）
- 『戦乱と民衆』倉本一宏、フレデリック・クレインス、呉座勇一との共著（講談社現代新書、2018年）
- 『ＮＨＫ英雄たちの選択　江戸無血開城の深層』（NHK出版 、2018年）
- 『オランダ商館長が見た 江戸の災害』フレデリック・クレインス（著）、磯田道史（解説）、（講談社現代新書、2019年）
- 『歴史のミカタ』井上章一との共著（祥伝社新書、2021年）
- 『磯田道史と日本史を語ろう』対談集（文春新書、2024年）
- 『日本の新構想  生成AI時代を生き抜く6つの英智』島田雅彦、神保哲生、中島岳志、西川伸一、波頭亮との共著（小学館新書、2025年）

### 連載記事
- 磯田道史の「古今をちこち」 - 『読売新聞』 第2水曜日朝刊 文化面
- 磯田道史の「備える歴史学」 - 『朝日新聞』 土曜版be

## 出演

### 現在出演中のテレビ番組
司会・コメンテーターなど
- 英雄たちの選択（NHK BSプレミアム）- 司会
- 古舘トーキングヒストリー（2016年12月10日 - 、テレビ朝日。年1回放送の特番）- 解説

### 過去に出演・司会をした番組
- 知るを楽しむ・歴史に好奇心「拝見・武士の家計簿」（2006年7月、NHK教育）
- 直伝 和の極意「古地図で巡る龍馬の旅」（2010年4月 - 5月、NHK教育）
- BS歴史館（2011年 - 2014年、NHK BSプレミアム）
- さかのぼり日本史 江戸「天下泰平」の礎 全4回（2011年10月、NHK Eテレ）
- サタデーステーション（2017年4月22日 - 2018年3月、テレビ朝日）- コメンテーターとして隔週ペースで出演
- ちちんぷいぷい（2016年9月 - 2019年3月、毎日放送) - 火曜日に「顧問」としてスタジオ出演
- VOICE（2016年9月 - 2019年3月、毎日放送) - コメンテーター。『ちちんぷいぷい』に続いて出演することが多い
- 新説!所JAPAN→所JAPAN（2018年10月22日 - 2020年12月21日、カンテレ制作・フジテレビ系列）- VTR出演。2019年1月21日放送分ではスタジオ出演。
- 所＆磯田ニッポンの謎 ～ふたりでスッキリさせちゃいましょうSP～（2018年6月26日、フジテレビ）- 所ジョージと共に司会
- ブラタモリ 第149回「岡山〜“岡山といえば桃太郎”なのはナゼ？〜」(2019年11月30日、NHK総合) - 岡山の案内人
- 超無敵クラス (2022年2月15日、日本テレビ) - 高校生古文書ハンター秀丈瑠とZOOMにて共演
- 世界の何だコレ!?ミステリー (2023年5月17日、フジテレビ）
- SWITCHインタビュー 達人達「冨永愛×磯田道史」（2023年6月16日、23日、NHK Eテレ）[27]
- 「磯田道史の歴史をゆく 京都の真実2時間SP」（2024年11月26日BS日テレ）「磯田道史の歴史をゆく 光秀の真実2時間SP」（2025年4月29日BS日テレ）

## その他
- 大河ドラマ『西郷どん』（2018年、NHK） - 時代考証（2018年10月21日の放送では内貴甚三郎役で出演）
- 親戚（義理のおじ）に石弘之[28]